# Francesco Maria Emanuele Gaetani
Francesco Maria Emanuele Gaetani marchese di Villabianca (Palermo, 12 marzo 1720 – Palermo, 6 febbraio 1802) è stato uno storico italiano interessato alla storia di Palermo ed autore della Sicilia nobile, esponente della famiglia Emanuele.

## Biografia
Figlio di Benedetto Emanuele (o Emmanuele) e di Cassandra Gaetani e Alliata, fu senatore di Palermo nel 1775-76, commissario generale nel Regno di Sicilia, governatore della nobile Compagnia della Carità (1750), governatore del Monte di Pietà (1755-56).

Appassionato ed erudito cultore della storia di Sicilia diede alle stampe molte altre opere, tra le quali, nel 1776, Notizie storiche intorno agli antichi uffizii del regno di Sicilia; lasciò numerosi manoscritti conservati oggi presso la Biblioteca Comunale di Palermo e raccolti nei 25 volumi dei Diari palermitani (1743-1802). Questi sono in parte pubblicati, a cura di Gioacchino Di Marzo, nella Biblioteca Storica e Letteraria di Sicilia. Nei suoi Opuscoli Palermitani, vol. XVI, viene indicata la nascita dei Beati Paoli come reazione alle violenze della dominazione normanna. Sposa a Palermo il 15 febbraio 1744 la nobildonna Zenobia Vanni e Zappino dei Marchesi di Roccabianca. Ottiene con privilegio dato a 6 agosto 1779 esecutoriato a 21 gennaio 1780, il titolo di conte di Belforte.

## Opere
- Della Sicilia nobile, Palermo, nella stamperia dei Santi Apostoli per Pietro Bentivenga, 1754-1775: vol. 1, Parte prima (1754) on line; vol. 2, Parte seconda (1754) on line; vol. 3, Continuazione della Parte seconda (1757) on line; vol. 4, Compimento della Parte seconda (1759) on line; vol. 5, Parte terza (1759) on line; vol. 6, appendice, primo tomo (1775) on line; Appendice, pubblicata per la prima volta con prefazione, indici, aggiunte e correzioni dai signori Carlo Crispo Moncada ed Antonino Mango di Casalgerardo, Palermo, O. Fiorenza, 1897.
- Notizie storiche intorno agli antichi sette uffizi del Regno di Sicilia, in AA.VV., Opuscoli di Autori Siciliani, tomo VIII, Palermo, nella stampa de' Ss. Apostoli in Piazza Vigliena per Pietro Bentivenga, 1764, pp. 1–89; AA.VV., Opuscoli di Autori Siciliani, tomo XI, Palermo, nella stamperia de' Santi Apostoli in Piazza Bologni presso D. Gaetano Maria Bentivenga, 1770. on line prima parte; on line seconda parte
- Elogj e tavole genetliache-storiche de' conti marchesi di Villabianca della famiglia Emanuele di Sicilia detta pure Manuele, e Manuello co' loro antichi progenitori incominciando dal primo ceppo Coraldo Rodolfo Emanuele barone del Burgio Millusio, castellano di Trapani, & c. sino al vivente marchese di Villabianca Francesco Maria Emanuele, e Gaetani ..., Palermo, per d. Gaetano Maria Bentivenga, 1780.
- Catalogo di tutti i parti letterarj editi, ed inediti specialmente intorno a storia sicola-palermitana, Palermo, nella stamperia di d. Rosario Abbate in Piazza Bologni, 1791.
- Diario storico palermitano degli anni 1743, 1744 e 1745, in fol. ms. cartaceo (Sec. XVIII). on line
- La pianta geometrica di Palermo del marchese di Villabianca: A.D. 1777-1791, a cura di Rosario La Duca, Roma, Esse, 1970.
- serie Opuscoli del marchese di Villabianca, Palermo, Giada, 1986-1991: Autoapologia: (la mia vita, le mie virtù, le mie opere), a cura di Salvo Di Matteo, 1986; Dell'architettura ed architetti, a cura di Diana Malignaggi, 1986; Giuochi volgari e popolareschi, a cura di Antonino Manfrè, 1986; La fontanagrafia oretea: le acque di Palermo, a cura di Salvo Di Matteo, introd. di Rosario La Duca, 1986; Le tonnare della Sicilia, a cura di Giovanni Marrone, 1986; Ponti sui fiumi della Sicilia, a cura di Salvo Di Matteo, 1986; Torri di guardia dei litorali della Sicilia, a cura di Salvo Di Matteo, 1986; Incendi e inondazioni di Palermo, a cura di Rosario La Duca, 1986; Viaggio immaginario per vari luoghi della terra, a cura di Salvo Di Matteo, Palermo, Giada, 1988; I banditi di Sicilia, a cura di Giovanni Marrone, 1988; Le divine arti della pittura e della scultura, a cura di Diana Malignaggi, 1988; Viaggio immaginario per vari luoghi della terra, a cura di Salvo Di Matteo, 1988; L'aquila o Simboli di Palermo e della Sicilia, a cura di Maria Clara Ruggieri Tricoli e Desirée Vacirca, 1988; Viceré e pretori di buona e cattiva fama, a cura di Massimo Ganci, 1988; Le città demaniali della Sicilia, a cura di Francesco Renda, 1989; L'arte nautica e i vantaggi della navigazione, a cura di Orazio Cancila, 1989; Dell'arte araldica del blasone, a cura di Enrico Mazzarese Fardella, 1989; Lutti e funerali in Sicilia (Variante Tit. in cop.: Lutti e funerali dei siciliani antichi e moderni), a cura di Antonietta Jolanda Lima, 1989; Processioni di Palermo sacre e profane, a cura di Angela Mazzè, 1989; Quartieri, strade, mercati e caricatori di Palermo fiere della Sicilia, a cura di Giuditta Fanelli, 1989; Storia di Marsala, a cura di Giovanni Alagna, voll.2, 1989; I tumulti di Palermo, a cura di Salvatore Mazzarella, 1989; La camera regionale; il duello di Bordeos; il tributo del falcone, a cura di Enrico Mazzarese Fardella, 1991; Descrizione della Sicilia e storie siciliane, a cura di Salvo Di Matteo, 1991; Le feste reali di Sicilia nei secoli XII-XVI (Tit. orig.: Solennita liete e lugubri palermitane delle feste reali di Palermo e solennità liete e lugubri che si sono celebrate in essa capitale ... vol. 1), a cura di Angela Mazzè, 1991; Le feste reali di Sicilia nel secolo XVII (Tit. orig.: Feste reali di Palermo ed altre pubbliche più memorabili che si sono celebrate in essa capitale si liete che lugubri. Vol. 2), a cura di Maria Clara Ruggieri Tricoli, 1991; Le feste reali di Sicilia nel secolo XVIII (Tit. orig.: Feste reali di Palermo ed altre pubbliche più memorabili che si son celebrate in essa capitale si liete che lugubri. Vol. 3), a cura di Maria Clara Ruggieri Tricoli, 1991; Il Toson d'oro in Sicilia: il grandato di Spagna e altri ordini equestri, a cura di Francesco M. Muscolino Emanuele di Belforte, 1991; Letterati regi storiografi e padri della patria, a cura di Salvo Di Matteo, 1991; I marmi d'Oreto; i teatri di Palermo, a cura di Giuditta Fanelli, 1991; I re di Sicilia e le famiglie reali, a cura di Calogero Valenti, voll.3, 1991; Sicilia sacra: vescovadi e vescovi nel Settecento, a cura di Francesco Michele Stabile, 1991; Viaggio immaginario fra gli astri e i pianeti, a cura di Giorgia Fodera Serio, 1991; Trattati della poesia, della musica, del ballo e dell'arte oraria, a cura di Giusto Monaco, 1992; Storia della Sala di Partinico, trascrizione e introduzione di Nunzio Cipolla, 1997.